# Budisme tibetà
El budisme tibetà, també anomenat lamaisme (per ser molt important la figura del lama o guru), designa un corrent del budisme vajrayana o tàntric desenvolupat a l'Himàlaia. Aquesta escola és seguida per un 6% dels budistes, alhora que és una de les més practicades i de les que més bé es coneixen a Occident, on s'ha estès molt en els últims anys.
Bàsicament, aquesta forma de budisme és predominant entre els pobles mongols i tibetans: és majoritària a Bhutan, Mongòlia, Ladakh (Índia) i al Tibet; també hi ha importants comunitats budistes tibetanes a Sikkim (Índia), el Nepal i a les regions d'ètnia mongol de Rússia, com Buriàtia, Calmúquia, Tuvà i Sakhà, i també a la Mongòlia interior xinesa.

## El Tibet prebudista
El lamaisme deriva el seu nom de la paraula lama, l'apel·latiu amb què es coneixen els mestres religiosos al Tibet. Constitueix una forma característica i molt corrompuda del budisme indi, barrejat amb una gran part de pràctiques i supersticions locals essencialment màgiques, que han conservat sempre una influència predominant. El primitiu-lamaisme pot definir-se com una barreja de misticisme xivaïta, màgia i dimonilatria indo-tibetana, recobert tot això amb una lleugera capa de budisme Mahayana. I a principis de segle xx encara conservava aquest caràcter.
Les notícies més antigues que es tenen sobre el lamaisme provenen de la història de la Xina, país amb el qual el Tibet sempre ha mantingut estretes relacions. Són també importants les informacions obtingudes pels missioners i viatgers alemanys, anglesos i russos, i molt especialment per l'hongarès Sándor Kőrösi Csoma de Körös (1798-1842), que va pretendre trobar a l'Àsia central el bressol del seu poble.

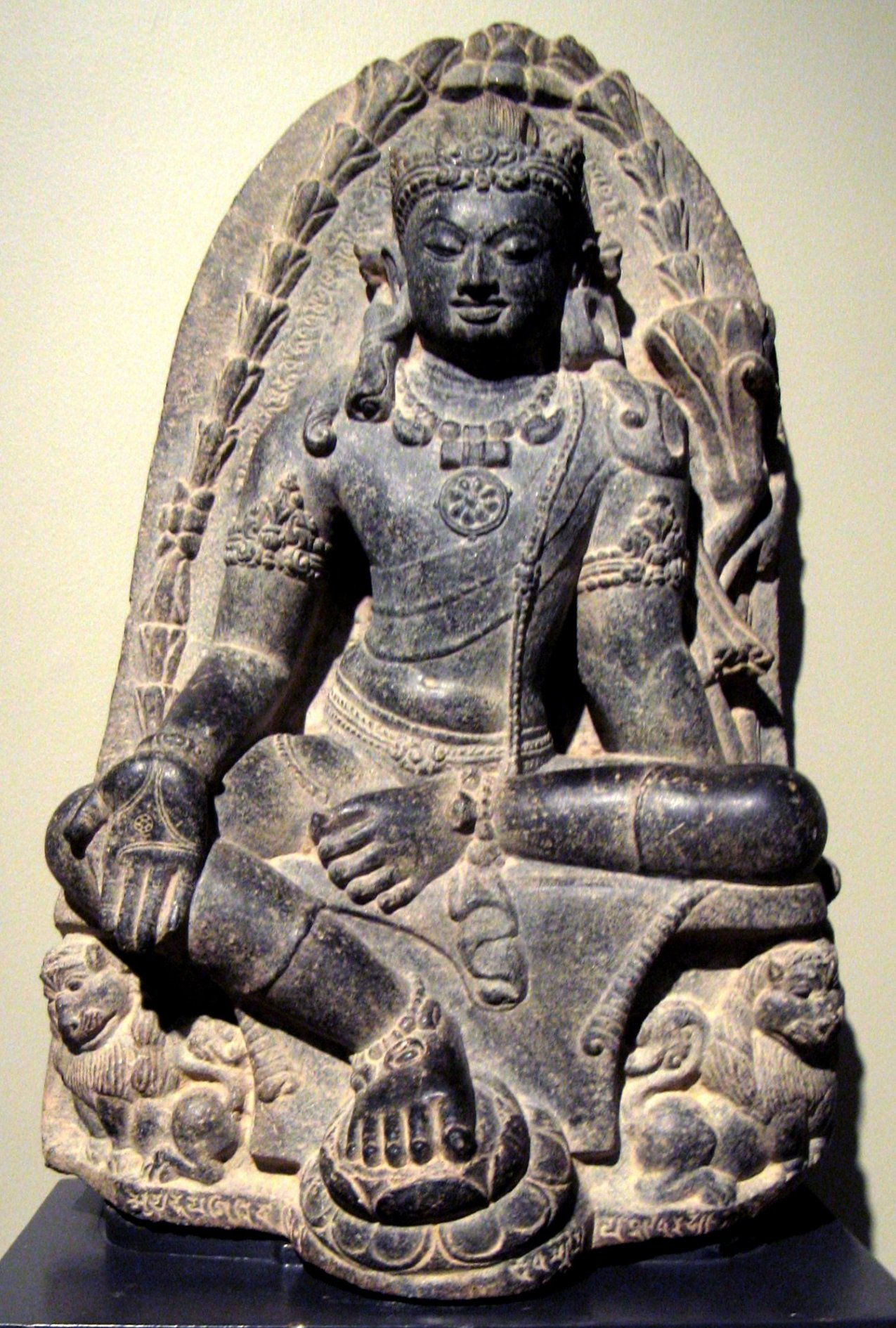
Manjusri Kumara (bodhisattva de la saviesa), Índia, dinastia Pala,, pedra, Acadèmia de les Arts de Honolulu

Seguint en Gründwell, hom considera les antigues supersticions anomenades Bon com la religió dels primitius tibetans. Encara queden seguidors d'aquesta religió escampats per tota la regió, i molt particularment a l'U-Tsang i a la part oriental del país. Aquesta religió primitva divinitzava la naturalesa, que creia plena per una infinitat d'esperits, i adorava els déus de les muntanyes, fonts, rius, etc., i a més a més, els prínceps i princeses després de la mort. Els primitius tibetans feien també culte dels avantpassats. A les festes que se celebraven amb motiu de l'any nou, era costum sacrificar algun criminal i menjar-ne la carn; i d'aquesta cerimònia salvatge existia encara a començament del segle xx. Actualment, se'n fa una representació incruenta i figurada on es reparteix a la multitud un pa en forma de ninot. El bruixot que sap curar les malalties, endevinar el futur i espantar els dimonis, consisteix en la figura més important de la religió primitiva Bon. A principis de segle xx, Geden va afirmar que «el Tibet és potser la regió més supersticiosa i sacerdotal del món».

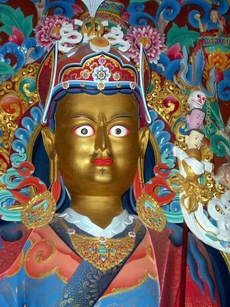
Padmasambhava

Songtsen Gampo (nascut el 605 o 617) és el primer rei tibetà històric. Va establir la seva residència a l'actual ciutat de Lhasa (la terra dels déus) i es va casar el 631 amb una segona esposa, la xinesa Wencheng, filla de l'emperador de la Xina Taizong, la qual va introduir al Tibet els sants i els llibres de budisme. El monarca va acceptar el budisme a precs de la seva esposa. La decisió real va provocar que vinguessin al país diversos missioners indis que van propagar els ensenyaments de Buda, però des dels primers moments van trobar una tenaç resistència per part dels mags i bruixots, i al mateix poble estava fortament aferrat a les seves supersticions. Per acabar de dominar als dimonis es va demanar auxili a un home conegut com a Padmasambhava el que va néixer d'un lotus. La seva personalitat només la podem entreveure a través de tota una sèrie de llegendes, de les quals es desprèn que va voler fundar una nova religió, encara que en el fons potser no fos més que un gran bruixot que els budistes van voler oposar als mags del país. A Padmasambhava se'l considera com el fundador del budisme tibetà.

## El Tibet budista
Els sacerdots del budisme tibetà van entrar molt aviat en lluita amb el budisme indi, i per un moment van aconseguir expulsar els monjos, quedant prohibida l'ensenyament de les doctrines de Buda; però el 1042, Atisha (982-1054) un monjo indi, va iniciar un moviment a favor de l'antic budisme, però d'un tipus més pur i moral que el fins llavors conegut al Tibet, combatent enèrgicament la dimonilatria i la fetilleria tan arrelada al cor de la majoria dels tibetans. Hom deia que Atisha havia nascut a Bengala el 980 (tenia, per tant, seixanta-dos anys quan va iniciar el seu apostolat). La nova secta fou anomenada Kadampa, i d'ella fou nomenat cap o gran sacerdot Danton, el deixeble predilecte d'Atisha, que fou considerat com una reencarnació de Manjusri, el Bodhisattva de la saviesa.
Més de dos segles després, un monjo de la secta establerta per Atisha, anomenat Tsongkhapa nascut el 1378 en un kumbum de la província d'Amdo, va introduir algunes reformes, a l'escola reformada se la va anomenar Gelug-pa, l'orde virtuosa, encaminada com diu Gründwell «a aconseguir la unitat de la religió mitjançant una sòlida organització, a millorar la condició moral dels claustres imposant íntegra l'antiga disciplina, i a augmentar la seva influència política per una educació adequada». Com Atisha, va ser un escriptor fecund, i se li atribueixen molts dels textos doctrinals i rituals encara en vigor, i igual que el seu antecessor se'l va tenir com una encarnació de Manjusri. La secta que restaurà i purificà, esdevingué la religió oficial del Tibet, i a través dels Dalai-Lama, el primer dels quals fou el seu nebot, exerceix el poder eclesiàstic suprem. L'escola Gelug-pa pretén haver rebut la doctrina i la inspiració de Manjusri i de Maitreya, el Buda futur. La puresa i moralitat que es va professar i va constituir una regla dins de l'escola Gelug-pa es va perdre més tard, i actualment es distingeix molt poc de les altres escoles derivades del moviment reformista iniciat per Atisha.
Tsongkhapa va imposar el celibat els monjos de la religió reformada i els va vestir amb les insígnies dels antics indis: el vestit groc i la tassa per recollir les almoines. D'una manera general va prohibir als seus companys de claustre el matrimoni i la pràctica de les arts màgiques, però com que el poble estava molt aferrat a elles, no va voler (o potser tampoc no va poder) fer-les desaparèixer del tot, i, per això, va quedar convençut que els monjos de roba vermella podien casar-se i ser fetillers.
La dinastia manxú xinesa que va substituir la dinastia Ming va confirmar els antics privilegis dels lames, però els monjos van ajudar la revolta dels Sungara, i, en ser vençuts per Kangxi (1662-1723), aquest va aprofitar l'ocasió per separar el poder espiritual del temporal que fins aleshores havien exercit els lames. Alguns anys més tard, el país es va revoltar de nou, i quan el monarca va aconseguir una altra vegada la victòria, va sotmetre l'autoritat dels monjos al control dels empleats xinesos que es van mudar a Lhasa, protegits per un petit exèrcit que va acampar als voltants de la ciutat.

## Altres escoles
A part de les anteriors escoles, se'n poden assenyalar altres que no van tenir, tanmateix, tanta importància. Les més conegudes són Kagyu-pa i Sakya-pa, fundades per sengles deixebles d'Atisha. Totes dues es caracteritzen per una doctrina menys severa que la de Gelug-pa i per tenir més punts en contacte amb les primitives pràctiques màgiques de la religió Bon. Les escoles que no van voler seguir les inspiracions d'Atisha es van anomenar Nyingma-pa (les velles o antigues), i s'hi troben visibles empremtes de la fetilleria i dimonilatria indígenes.

## Creences i pràctiques
El budisme tibetà és un resultat de la confluència de les doctrines búdiques més o menys pures, i de les supersticions locals impregnades de tota mena d'arts i conjurs màgics.
Tot el que és sagrat del lamaisme està contingut en les anomenades Tres Joies: el Buda, la doctrina (dharma) i la comunitat (sangha). El Buda és el personatge més important de la seva trinitat, però no és el creador que ho ha tret tot ex nihilo, sinó el fundador de la doctrina, el més sant dels sants, i està dotat de tal ciència, virtut i bellesa, que davant seu empal·lideix tota la resta. La joia de la doctrina és la llei (dharma); i la tercera joia és la comunitat, que inclou sacerdots, sants, bodhisatvas i creients.
Com a festivitats principals se celebren: la d'any nou, que se solemnitza amb grans manifestacions de joia; la de l'encarnació del Buda Siddharta Gautama, amb processons d'imatges de sants; la consagració de l'aigua a l'entrada de la tardor; la festa de les làmpades i la de l'ascensió al Cel de Tsongkhapa.
Els actes d'adoració consisteixen principalment en la recitació de pregàries, mantres, i en el cant d'himnes i textos sagrats que són acompanyats per trompetes i tambors en un guirigall infernal. En aquests actes els sacerdots es col·loquen formant files i segons el seu rang; en els dies festius, s'adornen els altars amb figures simbòliques, i s'ofereixen als sants farina, te, llet i mantega, però mai sacrificis animals. El cos de les persones distingides per la seva posició o pietat es crema després de la mort, però per regla general, tant al Tibet com a la Mongòlia, els cadàvers eren abandonats perquè els devoressin les feres i les aus rapinyaires, el que es coneix com a enterrament celestial.